# Parafia Nawrócenia św. Pawła w Solcu Kujawskim
Parafia pw. Nawrócenia św. Pawła w Solcu Kujawskim – parafia rzymskokatolicka w Solcu Kujawskim, w dekanacie Bydgoszcz IV w diecezji bydgoskiej.
Jest najmłodszą parafią w mieście, wydzieloną 7 października 2008 z parafii św. Stanisława Biskupa i Męczennika. Msze święte odprawiane są w tymczasowej kaplicy.